# 喙瓢蜡蝉属
喙瓢蜡蝉属（学名：Rostrolatum）是瓢蜡蝉科下的一个属。

## 下属物种
本属包括以下物种：
- Rostrolatum curviceps [2]
- 二叉喙瓢蜡蝉 Rostrolatum separatum Che, Zhang et Wang